# DTL (gen)
Denticleless protein homolog là protein ở người được mã hóa bởi gen DTL.

## Tương tác
DTL có khả năng tương tác với P21.